# A Kamakura-kor irodalma
A japán Kamakura-korszak (1185–1333) kezdetén megalakult az első sógunátus, melynek élén a sógun állt. A sógunátus első fővárosa Kamakura, császári székhelye pedig Kiotó volt. Az országot ebben a korszakban háborúskodás és széttagoltság jellemezte. Ez teljesen rányomta bélyegét a korban született alkotásokra. A kor irodalmában a művek alapvető eleme a mulandóság, ez vonul végig minden ekkor keletkezett művön. Ekkor alakult ki a katarimono (elmesélő mű) és a vakan konkóbun (japán-kínai vegyes stílus) is.

## Epika

### Gunki monogatari

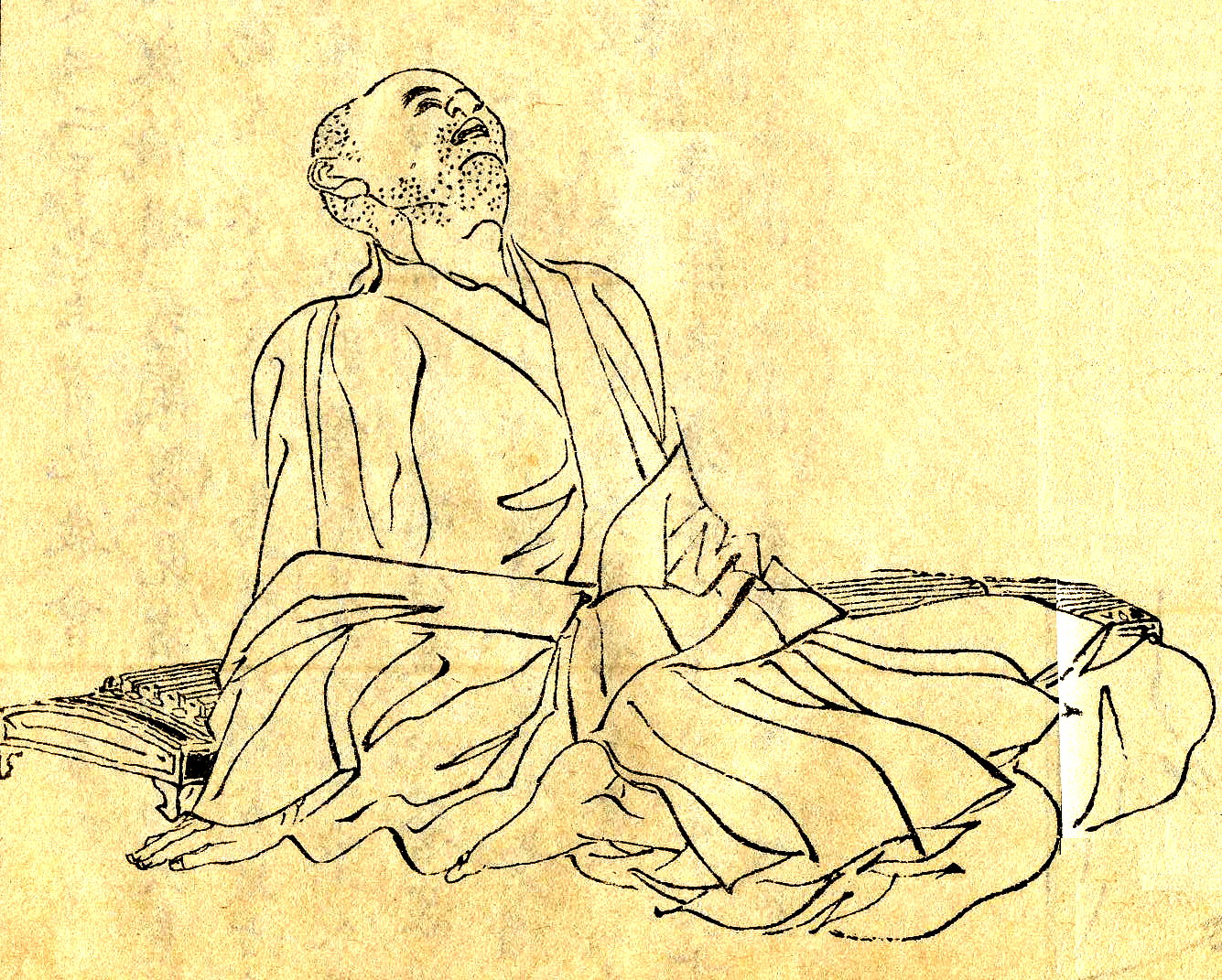
Kamo no Csómei - Kikucsi Jószai rajza

A kor epikus művei az állandó háborúskodást és harcokat írják le, ezek legnépszerűbb műfaja a háborús történeteket elbeszélő gunki monogatari. E történetek szájhagyomány útján terjedtek úgy, hogy vak vándorszerzetesek az országot járva adták elő biva lant kíséretében. A történetek folyamatosan formálódtak, széles körben elterjedtek, majd a buddhista szerzetesek le is jegyezték e műveket, hogy fennmaradhassanak az utókor számára. A korszak legjelentősebb alakja Kamo no Csómei (japánul: 鴨 長明, Hepburn-átírással: Kamo no Chōmei)volt, aki vakadokoro, vagyis költői akadémia tagjaként alkotott.

#### A négy híres gunki

##### Hógen monogatari[1][2]
A Hógen háború története. 1156 és 1158 közötti időszakot meséli el, Szutoku császár és öccse, Gosirakava császár trónöröklési harcát mutatja be.

##### Heidzsi monogatari[3][4]
A Heidzsi háború története. Ezt az előbb említett mű folytatásának tekintik. 1159 és 1160 közötti harcot írja le, amelyben Taira Kijomori került szembe Minamoto Josimotóval.

##### Heike monogatari[5][6]
A Heikék története. A mű az 1223 és 1240 közötti időszakot örökíti meg, elmondja nekünk, hogyan vette kézbe Taira Kijomori a Japán feletti uralmat.

##### Genpei szeiszuki[7][8]
A Gendzsi és Heike nemzetségek felemelkedése és bukása. A két család viszályát tárja elénk 1160 és 1185 közötti korszakból.

## Líra

### Vakaköltészet

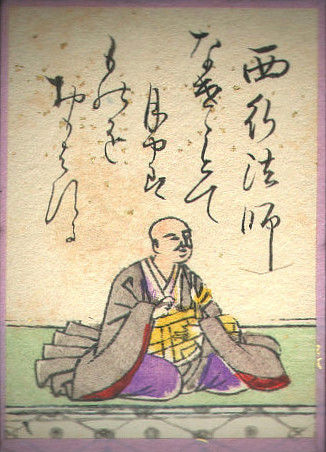
Szaigjó Hósi

A japán irodalomban a Kamakura-korszak alkotásai nem jelentettek újítást, mert a régi és klasszikus költészetet vették alapul. A versekben a múlt költőitől is idéztek, ez a költői kifejezőeszköz a honkadori volt, nem pedig plágium. 1201-ben Gotoba császár újból megalapította a wakadokorót. A kor szépségeszménye a júgen volt. A korszak legfontosabb alakja Szaigjó Hósi(japánul: 西行法師, Hepburn-átírással: Saigyō Hōshi), aki később nagy hatással volt Macuo Basóra(japánul: 松尾 芭蕉, Hepburn-átírással: Matsuo Bashō).
Kaze ni nabiku

Fudzsi no keburi no

Szora ni kiete

Jukue mo siranu

Vaga omoi ka na

Miként ha füstölög a Fudzsijáma

a füstje szétrepül lenge, kába

szelekbe s eltünik a kék egen,

a gondolatjaimnak bús imája,

úgy tör ki és úgy vész is el hiába,

a messzeségbe mállva, névtelen.
A korszakban nagyon elterjedt az imajó uta műfaja is, melyben a két strófa 7,5,7,5 morás sorokból áll.
Eredeti kiejtés szerint:
Iro ha ni-ho-he-to

csi-ri nu-ru vo

va-ka jo ta-re szo

cu-ne na-ra-mu

u-vi no o-ku-ya-ma

ke-fu ko-e-te

a-sza-ki ju-me mi-si

ve-hi mo sze-szu.

Mai kiejtéssel:
Iro va nioedo

csirinuru o

vaga jo tare zo

cune naran

ui no okujama

kjó koete

aszaki jume midzsi

ei mo szezu.

A színek virítanak,

majd elenyésznek,

Örökéltű nincs e

földi világon.

Ma illúziók hegyén

haladsz át, s többé

sekély álmokat nem látsz

bódultan immár.